# Sindangherang
Sindangherang is een bestuurslaag in het regentschap Ciamis van de provincie West-Java, Indonesië. Sindangherang telt 4378 inwoners (volkstelling 2010).